# عصفور زعفراني

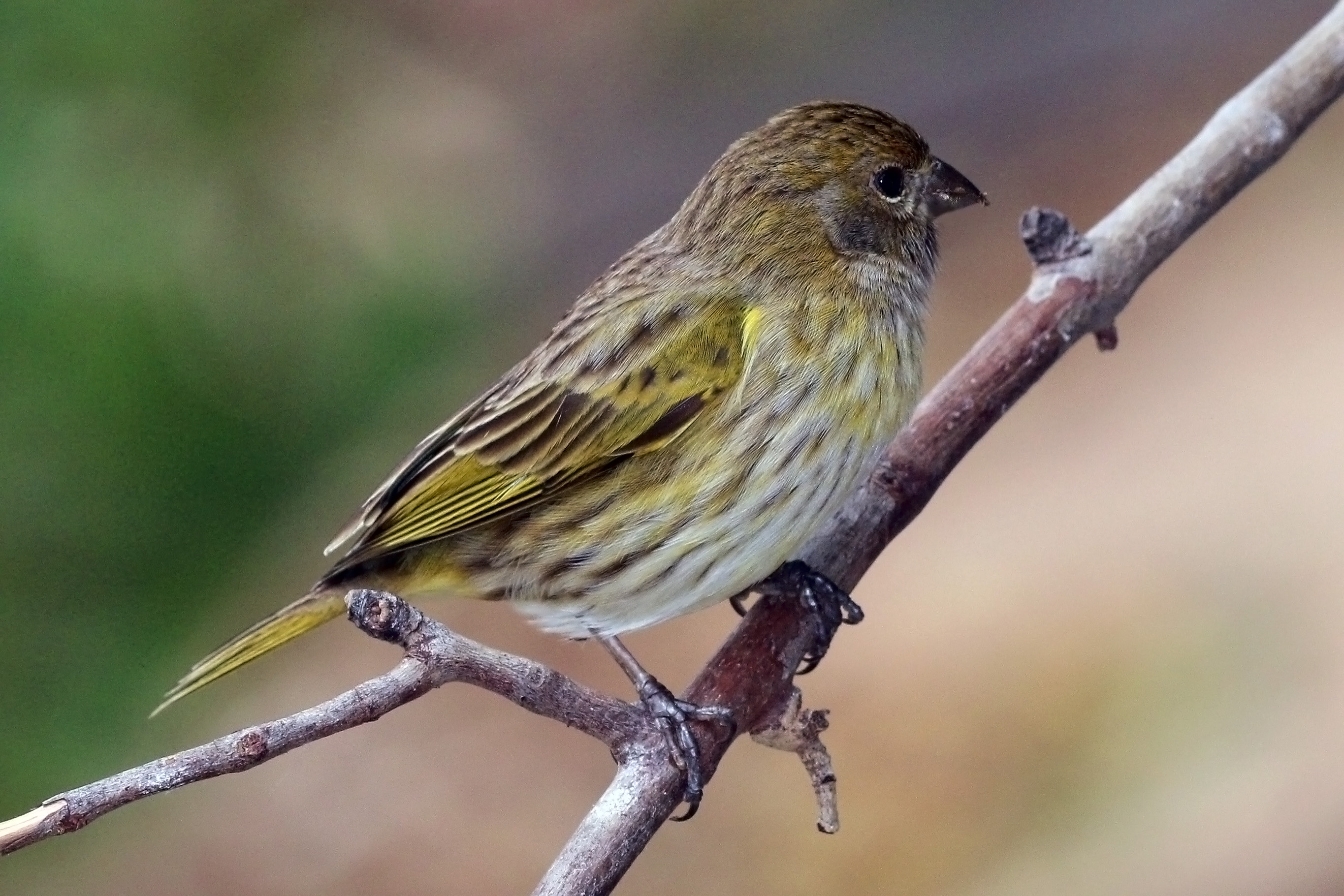
juvenile male
في بانتانال، البرازيل

العصفور الزعفراني  (Sicalis flaveola) هو طائر يتبع عائلة التناجر وهو أحد طيور أمريكا الجنوبية الشائعة في المناطق المفتوحة وشبه المفتوحة في الأراضي المنخفضة خارج حوض الأمازون. وتنتشر انتشاراً واسعاً في كولومبيا وشمال فنزويلا (حيث يعرف باسم كناري الأسطح)، وغرب الإكوادور وغرب بيرو ومناطق البرازيل الشرقية والجنوبية (حيث يعرف باسم الكناري الأصلي) والأوروغواي وباراغواي وبوليفيا وشمال الأرجنتين وترينيداد وتوباغو. كما أنه نوع مستقدم إلى بورتوريكو وهاواي ومناطق أخرى. على الرغم من أنه يعتبر منكناري، إلا انه لا علاقة له بكناري الأطلنطي. سابقاً وُضع في مجموعة الدرسات لكنه أقرب إلى آكلات البذور.
لون الذكر أصفر مشرق مع تاجٍ برتقالي يميّزه عن أنواع العصافير الصفراء الأخرى (باستثناء العصفور الأصفر برتقالي الجبهة). الإناث مُربكة وعادةً ما تكون مجرد نسخة باهتة عن الذكر، لكن في السلالات الجنوبية، يكون لونها بني زيتوني بشرائط داكنة ثقيلة.
عادة ما يعشش هذا العصفور في تجاويف الأشجار، حيث يستخدم مواقع مثل أعشاش الفرنار الأحمر المهجورة، وأغصان الخيزران وتحت أسقف المنازل - هذه الأنواع تتكيف مع التواجد البشري، فتظهر في الضواحي والأحياء. تغريدها ممتع لكنه تكراري، وبسبب هذا التغريد والمظهر الجميل يحتفظ بها في الأقفاص في العديد من المناطق. الذكور متعددة الزوجات، إذ تتزوج انثيين أو أكثر أثناء موسم التزاوج والتعشيش.

## وصلات خارجية
- فيديوهات وصور وملفات صوتية لعصفور الزعفران من مجموعة طيور الإنترنت
- طوابع (من الأرجنتين، البرازيل، سورينام)
- Saffron Finch photo gallery VIREO
- Saffron Finch Species Profile